# Willem Versteegh

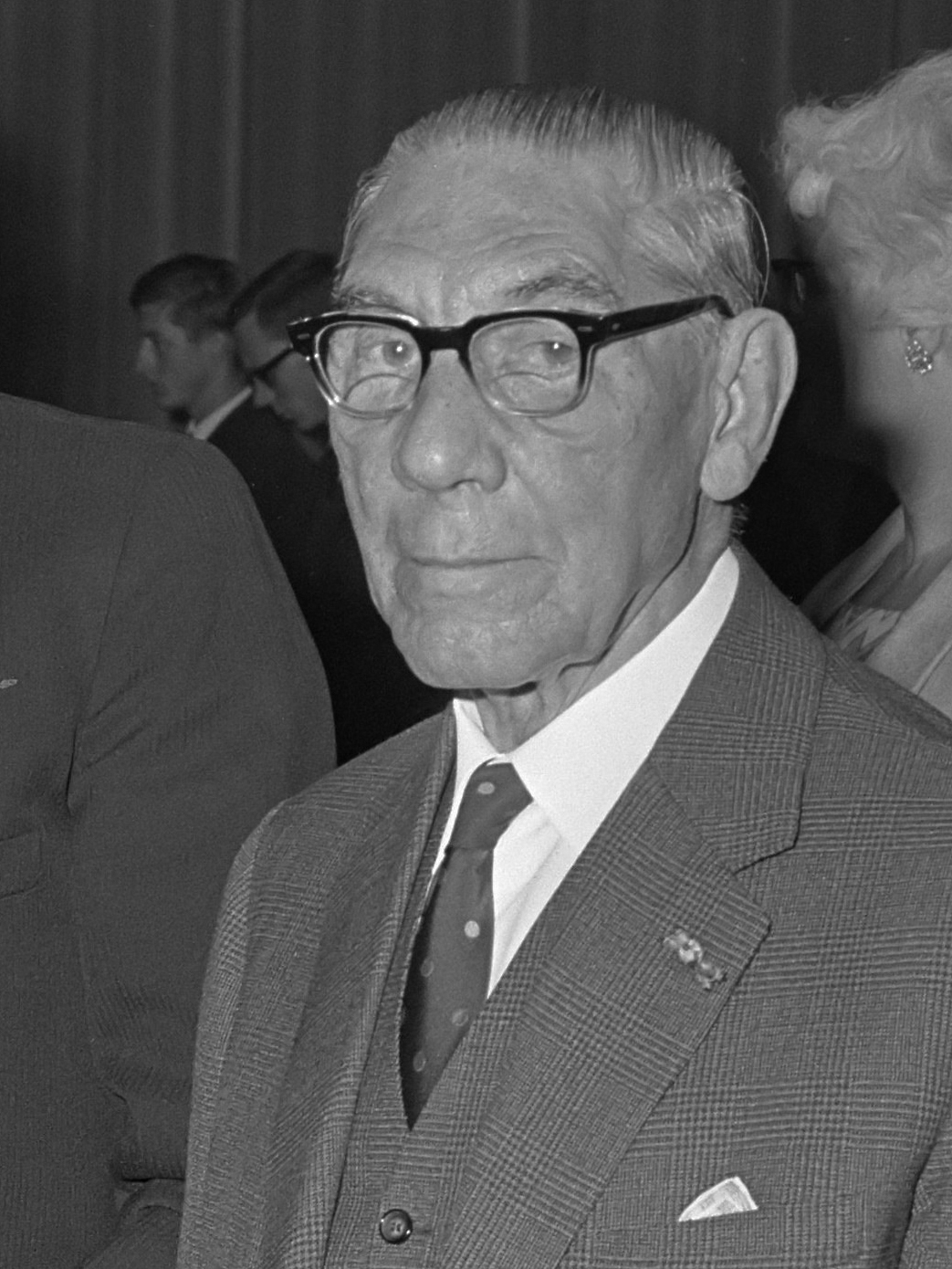
William Carel Johan Versteegh (1966)

Generaal-majoor vlieger William Carel Johan Versteegh (Soerakarta, 19 mei 1886 – Den Haag, 6 januari 1975), was de eerste Nederlandse militair met een vliegbrevet. Hij maakte de eerste militaire vlucht van de Luchtvaartafdeeling, de voorloper van de Koninklijke Luchtmacht.

## Loopbaan
Op 19-jarige leeftijd schrijft Willem Versteegh zich in 1905 in bij de Koninklijke Militaire Academie (KMA). Na zijn opleiding werd hij tweede luitenant bij het wapen der infanterie. Versteegh was echter ook zeer geïnteresseerd in de opkomende luchtvaart. Toen generaal-majoor C.J. Snijders toestemming verleende voor het opleiden van vliegers voor het leger, werden Versteegh, F.A. van Heyst, W. Visser en A. Coblijn aangewezen om - op eigen kosten - vlieglessen te nemen. Versteegh nam deze lessen bij Igo Etrich in het Oostenrijkse Wiener Neustadt in een Etrich Taube vliegtuig. Hier viel zijn voorzichtigheid op - de meeste vliegers in die tijd waren waaghalzen - omdat hij eventuele schade zelf moest betalen. Deze voorzichtigheid bleef hij zijn hele loopbaan behouden. In september 1911 deed Versteegh mee met de eerste legeroefening waarbij ook vliegtuigen werden ingezet. Op 2 november van datzelfde jaar ontving Versteegh officieel zijn vliegbrevet.
Op 23 mei 1913 maakte Versteegh in de "Brik" van Marinus van Meel de eerste militaire vlucht als onderdeel van de pas opgerichte Proef-vliegafdeling en op 1 juli 1913 was de oprichting van de Luchtvaartafdeeling der Koninklijke Landmacht (LVA) op vliegkamp Soesterberg een feit. 
Van 1919 tot 1935 was Versteegh werkzaam als commandant en hoofdinstructeur van de militaire vliegschool te Soesterberg en leidde hij de eerste generatie vliegers van de LVA op. Als formatievlieger van zijn "escadrille Versteegh" wist hij in binnen- en buitenland vele prijzen in de wacht te slepen. In 1923 kreeg escadrille Versteegh de erenaam Vijf vingers aan één hand doordat ze dicht naast elkaar in v-vorm vlogen en stuntten. Op 1 oktober 1935 verleende het leger hem, op eigen verzoek, eervol ontslag. Zijn oud-leerling Albert Plesman vroeg hem vervolgens voor de functie van chef vliegdienst van de Koninklijke Nederlandsch-Indische Luchtvaart Maatschappij (KNILM).

### Tweede Wereldoorlog
Aan de vooravond van de Tweede Wereldoorlog wist Versteegh vanuit  Nederlands-Indië een aantal vliegtuigen en personeel van de KNILM over te brengen naar Australië. Aldaar werd Versteegh na enige tijd commandant van het 19e Transport Squadron van de ML-KNIL en maakte hij plannen voor de KNILM van na de oorlog.

### Naoorlogse Loopbaan
Na de oorlog, in 1947, werd Versteegh onderdirecteur van de KLM een functie die hij tot zijn pensioen zou blijven vervullen. Van 1953 tot 1958 was hij ook voorzitter van de Raad van Advies inzake Luchtvaartongevallen bij Defensie.

## Privéleven
- Op 2 mei 1916 trouwde Versteegh met Petronella Elisabeth Leonarda Marijnen, uit dit huwelijk werden twee zoons geboren.

- Willem Versteegh was de broer van overste Pierre Versteegh, die door de Duitsers tijdens de oorlog geëxecuteerd werd in Sachsenhausen.

## Trivia
- In het Duitse Hesepe, was enige tijd het Willem Versteegh Kamp gevestigd als vestigingsplaats van een onderdeel van de Groep Geleide Wapens (GGW) van de Koninklijke Luchtmacht in Duitsland. Tegenwoordig is dit een opvangcentrum voor vluchtelingen.

- De NLM had als eerbetoon een Fokker F27 Friendship naar Willem Versteegh vernoemd.[1]

- Ook de Koninklijke Luchtmacht had een toestel naar hem vernoemd, een Fokker 60 van 334 squadron.[2]